# Référendum constitutionnel bélizien de 2008
Un référendum constitutionnel non contraignant a lieu le 7 février 2008 au Belize. La population est amenée à se prononcer sur la proposition que les membres du Sénat soient élus, ceux ci étant alors nommés par le gouverneur général sur proposition de différents acteurs de la vie politique ou civile.
Le scrutin voit une large victoire du oui avec plus de 61 % des votants en faveur de la proposition. La loi électorale requérant un quorum de votes positifs d'au moins 60 %, le référendum est par conséquent validé. À la suite d'appels au boycott de la part d'opposants au projet, la participation n'est cependant que de 45 %. Les élections législatives organisées le même jour voient par ailleurs la victoire de l'opposition, et la formation d'un nouveau gouvernement. Ce dernier décide de ne pas appliquer le résultat, non contraignant, en raison de la participation de moins de la moitié des inscrits.

## Résultat
| Pour                   | 45 057  | 62,71 | ✔ 60 % |  |  |
| Contre                 | 26 793  | 37,29 |        |  |  |
|                        |         |       |        |  |  |
| Votes valides          | 71 850  | 98,14 |        |  |  |
| Votes blancs et nuls   | 1 363   | 1,86  |        |  |  |
| Total                  | 73 213  | 100   |        |  |  |
| Abstention             | 83 780  | 53,37 |        |  |  |
| Inscrits/Participation | 156 993 | 46,63 |        |  |  |

Le Sénat doit-il être élu ?
| Pour 45 057 (62,71 %) |  |  | Contre 26 793 (37,29 %) |
| ▲                     |  |  |                         |
| Majorité absolue      |  |  |                         |